# Myšlenky o mravnosti
Myšlenky o mravnosti (též Myšlenky o morálce, dánsky Moralske Tanker) dánského spisovatele Ludviga Holberga byly vydány v roce 1744 v dánštině. Dílo sestává z předmluvy, která funguje jako úvod, a šedesáti tří krátkých esejí, v nichž se autor zamýšlí nad konkrétními morálními dilematy a předkládá čtenáři témata k úvaze.

## O Myšlenkách o mravnosti
Myšlenky o morálce jsou krátké esejistické texty, které podle autora nejsou určeny ke čtení jako krásná literatura, nýbrž mají čtenáře vést k zamyšlení nad daným tématem. Texty pracují se zdánlivě paradoxním tvrzením, které může ukrývat pravdu. Zároveň poukazují na to, že obecně platné pravdy mnohdy stojí za přezkoumání. Jednotlivé myšlenky o mravnosti jsou uvozeny epigramy, které mají funkci motta. Samotné epigramy vydal Holberg už v roce 1737. Šlo o krátké veršované útvary upozorňující na konkrétní společenské problémy. Podle autorova mínění si lidé jeho epigramy vykládali chybně, proto vydal v roce 1744 soubor Myšlenek o mravnosti, které vlastní epigramy rozvíjejí. V každé eseji se Holberg věnuje konkrétní otázce, jednotlivé texty na sebe proto nenavazují.
Mezi témata, kterým se Holberg věnuje, patří náboženství, společenské soužití, tolerance, vztahy mezi ženami a muži, život a smrt, místo a úděl člověka ve světě, sebepoznání, ale i projevy každodennosti jako móda a rodinné vztahy. Coby osvícenský myslitel kritizoval Holberg soudobou církevní praxi, zároveň ale hledal možnosti smíření rozumu a víry. Dalším zpracovávaným tématem jsou lidské vlastnosti spojené s mravným životem, jako je např. shovívavost, pochopení, smířlivost a spravedlnost. Jako příklad lze uvést Holbergův názor, že není možné odsuzovat osoby pocházející z jiného kulturního prostředí za jejich odlišné názory, protože stejně snadno bychom mohli být souzeni sami. Holberg se nicméně nevěnuje pouze závažným etickým otázkám, zpracovává také témata každodenního života jako je dobová móda, například téma nošení plnovousu.
Myšlenky o mravnosti bývají označovány za autorovo nejpromyšlenější dílo. Holberg jej napsal ve věku šedesáti let coby zámožný muž, který měl dostatek času a prostředků k tomu, aby své úvahy o mravnosti systematizoval.

## Inspirace
Mezi nejvýznamnější osobnosti, které ovlivnily Holbergovu tvorbu, bývají uváděni Michel de Montaigne a Seneca. Zároveň byl Holberg sám zdrojem inspirace pro významné myslitele, kteří přišli po něm, jedním z nich byl Søren Kierkegaard. Michel de Montaigne ovlivnil Holbergovy Myšlenky o morálce z hlediska literárního žánru. Spis patří mezi esejistická díla přinášející témata k úvaze a nabízející způsoby, jak je analyzovat. Holberg vede se čtenářem dialog, jehož cílem nutně není nalézt odpověď, ale pokusit se o její nalezení. Způsob výkladu je velmi podobný postupům antických filozofů, zejména stoiků.
Hlavní podobností mezi Senecou a Holbergem je přístup k jednotlivým tématům. Ani jeden nezpracovávají originální témata, naopak zaměřují se na společenské jevy, které jsou dlouhodobě známé či rozporuplné. Originalita těchto autorů spočívá v neotřelém pohledu na konkrétní problém.

## Holbergova morálka
Holberg považoval morálku za druhou nejvýznamnější vědu po teologii. Jeho morální systém má fungovat jako návod na mravní život. Holberg sám připouští, že jeho morální systém je poněkud netradiční, proto své myšlenky předkládá čtenářům k zamyšlení. Tímto způsobem mohou přemýšlet nad obecně přijímanými názory a nad tím, jestli se zakládají na zdravém rozumu. Podle Holberga lze morálku rozdělit na vážnou a hravou. S tzv. vážnou morálkou, respektive etikou, se čtenáři mohou setkat např. v dílech antických filozofů, ale tato četba je pro svou poučnou povahu málo zábavná. Na druhé straně existuje podle Holberga tzv. hravá morálka, která je často ukryta ve smyšlených příbězích, jako příklad uvádí Ezopovy bajky. Své vlastní texty zakládá Holberg na obou přístupech. Ve svých dílech používal morální paradoxy a parodické postupy, a ukrýval tak často nepříjemnou pravdu za komické obrazy. Nejlepší prostředek pro hledání pravdy je podle Holberga smích, ale pravdě samotné se smát nelze.

## Vydání díla
Ludvig Holberg vydal knihu Myšlenek o mravnosti v roce 1744 vlastním nákladem. Kniha byla natolik populární, že na základě opisu vzniklo pirátské vydání. Ve snaze se bránit, prodal Holberg svá práva tiskaři, který měl pirátské vydání na svědomí a ten nadále zajišťoval tisk a prodej knihy „s autorovým svolením“. Dochovalo se deset těchto pirátských kopií a lze je identifikovat podle čtyř chyb v textu. V původním vydání se tyto chyby nevyskytují.
Myšlenky o mravnosti nebyly dosud přeloženy do češtiny.